# Letališko gasilsko vozilo
Letališko gasilsko vozilo (v nekaterih državah znan kot letališka gasilska naprava) je specializirano gasilsko vozilo, zasnovano za uporabo pri reševanju letal in gašenju požarov na letališčih in v vojaških letalskih bazah.

## Opis
Letališka gasilska vozila nudijo razmeroma dober pospešek glede na svojo velikost in težo, lahko se premikajo po neravnem terenu zunaj letališkega območja, nosijo velike količine vode in pene za gašenje požara, so opremljeni z visokozmogljivimi črpalkami in vodnimi topovi ter so sposobni dostaviti sredstva za gašenje požara na velike razdalje. Tovornjaki imajo podvozja s pogoni 4x4, 6x6 ali celo 8x8. Da bi zmanjšali njihov radij obračanja, so lahko vsa štiri sprednja kolesa pri pogonu 8x8 individualno vodljiva.
Novejši tovornjaki vključujejo tudi šobe s sistemi za gašenje z dvojnimi sredstvi (vbrizgavanje kemikalije Purple-K v gasilno peno AFFF), kar pomaga pri hitrejšem gašenju požara. Nekateri imajo tudi rezervoarje Halotron za situacije, ko je treba uporabiti čisto sredstvo. Te lastnosti omogočajo tovornjakom, da hitro dosežejo letalo in hitro pogasijo velike požare s kerozinom.
Nekateri tovornjaki imajo dvignjeno gasilno roko, ki daje možnost dviga vodnega topa na višino od 10 do 20 metrov, ki lahko v primeru gašenja požara v trupu prebije površinske strukture letala.
Nekatere roke imajo ojačano šobo, ki je po mnenju Nacionalnega odbora za varnost v prometu Združenih držav Amerike "šoba, ki se uporablja za prodiranje v trup letala in oddajanje AFFF za gašenje požara v kabini ali tovornem prostoru." 

## Standardi
Standarde in priporočene prakse o kategorijah gašenja reševalnih požarov na civilnih letališčih je podala Mednarodna organizacija civilnega letalstva (ICAO). Nacionalni letalski organi morda zahtevajo še dodatne zahteve za letališke reševalne in gasilske službe.
Reševalne gasilske službe temeljijo na velikostih letal na podlagi statistične analize vzletov in pristankov na letališču. Kategorija letališča temelji na velikosti največjega letala, ki bo pristalo na letališču; če pa je pogostost zrakoplovov v kategoriji pod določenim pragom (določenimi v standardu), se lahko kategorija letališča zniža v primerjavi s siceršnjo (na primer na letališču, ki redno sprejema Boeinge 737 in Airbuse A320 z enim Boeingom 777 na teden, mora letališka gasilska služba upoštevati kategorijo 7 ICAO letal 737 in A320, saj en sam 777 na teden ne upravičuje polne gasilske službe ICAO kategorije 9). Obstajajo tudi najnižje kategorije, ki temeljijo na npr. številu sedežev v letalu.
Standardi določajo minimalno število reševalnih gasilskih vozil glede na kategorijo letališča. Poleg tega so podane zahteve glede zmogljivosti nosilnosti vode in pene, hitrosti praznjenja in minimalne količine suhega kemičnega prahu (dopolnilnega sredstva), rezervne zaloge sredstev za gašenje požara, sposobnosti delovanja na neravnem terenu in pospeškov tovornjakov. razpisi. Konec vsake vzletno-pristajalne steze mora biti dosežen v odzivnem času dveh minut, vsak del območja gibanja pa mora biti dosežen v največ treh minutah.